# Nicolae G. Socolescu
Nicolae G. Socolescu (născut Niculae Gheorghe Socol, n.  ?, Berivoi, România – d. 1872) a fost un arhitect român neoclasic și baroc din secolul al XIX-lea.

## Biografie
Originar din Transilvania], în Austro-Ungaria, originar din satul Berivoiul Mare, Țara Făgărașului, s-a stabilit în Țara Românească la Ploiești, împreună cu cei patru frați ai săi, toți constructori, pe la 1840-1846. A studiat arhitectura la Viena. În 1846 și-a început cariera de arhitect și maestru de construcții. Dupa plecarea sa din Imperiul Austro-Ungar își schimba numele în Nicolae G. Socolescu. Urmeaza să fie unul dintre principalii arhitecți-constructori ai județului prahovean la mijlocul secolului al XIX-lea. A murit în 1872, fiind înmormântat în curtea bisericii Sfântul Spiridon din Ploiești.

### Genealogie
Familia Socol din Berivoiul Mare, în vechime parte a Făgărașului sau a Țării Făgărașului, este o ramură a familiei Socol din Muntenia, care a trăit în județul Dâmbovița. 
Un anume Socol, mare boier și ginere al lui Mihai Viteazul (1557-1601), avea două ctitorii religioase în județul Dâmbovița, existente și azi, în Cornești și în Răzvadu de Sus, precum și o alta într-o suburbie a orașului Târgoviște.
Acest boier s-a căsătorit cu Marula, fiica lui Tudora din Popești numită și Tudora din Târgșor, soră a prințului Antonie-Vodă. Marula a fost recunoscută de Mihai Viteazul ca fiica sa ilegitimă, rod al unei relații extra-conjugale cu Tudora. Marula este îngropată în cimitirul bisericii din Răzvadu de Sus, unde, pe o lespede de piatră bogat cioplită, numele încă îi mai poate fi citit.
Nicolae Iorga, marele istoric român și prieten al nepotului său Toma T. Socolescu, a găsit strămoși ai familiei Socol printre întemeietorii localității Făgăraș. În 1655, principele Transilvaniei Gheorghe Rákóczi al II-lea a înnobilat un strămoș al lui Nicolae G. Socol: "Ștefan Boier, și printr-însul soția sa Sofia Spătar si fiul său Socoly precum și moștenitorii și urmașii lor de orice sex, să fie tratați și considerați ca niște adevărați și netăgăduiți NOBILI.", în semn de recunoștință pentru funcțiile sale de curier al Prințului în Carpați, "funcțiune pe care a îndeplinit-o cu credință și statornicie timp de mai mulți ani și mai ales în aceste vremuri furtunoase, [...]". În jurul lui 1846, cinci frați Socol pleacă din Berivoiul Mare, din Țara Făgărașului, și se stabilesc în Muntenia. 
„Au trecut munții cinci frați, toți constructori, venind din regiunea Făgărașului, un sat de subt munți, Berivoiul mare, unde și azi e răspândit numele Socol, și unde se spune că un strămoș al lor a venit din Muntenia, anume din regiunea Târgoviștei, care e vatra familiei Socol, fiind până azi, lângă Târgoviște, Valea lui Socol ca și două biserici ctitorii ale lor, la Răzvadu de Sus și la Cornești.”
 Unul dintre acest cinci frați este arhitectul Nicolae Gh. Socol (?? – decedat în 1872). El s-a stabilit în Ploiești în jurul anilor 1840-1845 și s-a numit pe sine însuși Socolescu. Căsătorit cu Ioana Săndulescu, din mahalaua Sfântu Spiridon, a avut o fiică (decedată în copilărie) și patru băieți, dintre care doi au devenit arhitecți: Toma N. Socolescu și Ion N. Socolescu. Șirul  arhitecților continuă cu Toma T. Socolescu, fiul lui Toma N. Socolescu, precum și cu fiul său Barbu Socolescu.

Istoricul, cartograful și geograful Dimitrie Papazoglu evocă, în 1891, prezența la București a boierilor români de gradul I, urmași ai Socolului din Dâmbovița. De asemenea, Constantin Stan se referă și el, în 1928, la originea precisă a lui Niculae Gheorghe Socol: 
„ La poalele Carpaților, pe malul drept al rîulețului cu același nume este așezată comuna Berivoii-mari [...], unul dintre cele mai vechi sate din vatra Oltului[...]. Locuitorii sunt plămădiți din iobagi și foști boieri. [...], iar familii boierești românești au fost: Socol, Boier, Sinea și Răduleț, soldați privilegiați grăniceri.[...] Familia G. Streza Socol a dat pe Nicolae Socol, arhitect cu diploma dela Viena, care a descălicat în orașul Ploești, cu mai mulți frați ai lui pela mijlocul veacului trecut.”

## Opere arhitecturale
Perioada în care Nicolae G. Socol se stabilește în Țara Românească corespunde voinței politice și culturale, foarte larg împărtășită în țară, de a se apropia de Occident și de a se îndepărta de cultura orientală. O adevărată dorință de asimilare a valorilor occidentale se răspândește în întreaga societate românească. Arhitectura este, evident, una dintre cele mai vizibile expresii ale acestei tendințe. Astfel, cererea de clădiri în stil neoclasic sau baroc, arhitecturi în vogă în vestul Europei, le preia rapid pe celelalte.
Aplicând conceptele și stilul învățat în timpul studiilor sale de arhitectură vieneză, lucrările lui Nicolae G. Socol sunt neoclasice și neogotice, dar și eclectice. La aceasta trebuie adăugat contextul foarte favorabil al unui oraș în plină creștere economică și comercială (construirea primelor fabrici și rafinării de petrol).

Aplicând conceptele și stilul învățat în timpul studiilor sale de arhitectură vieneză, lucrările lui Socol sunt neoclasice și neogotice, dar și eclectice. 
Este primul arhitect român instalat la Ploiești, care a practicat arhitectura în regiune timp de 30 de ani începând cu 1840.. Majoritatea arhitecților care exercitau în România la acea vreme erau străini sau ardeleni. Puțini arhitecți români ajung la nivelul arhitecților străini aduși adesea de principii și suveranii vremii. De amintit că prima pregătire în arhitectură din țară datează abia din 1864, odată cu crearea secției de Arhitectură din cadrul Universitatea Națională de Arte București, secție creată de arhitectul Alexandru Orăscu.
Arhitectul Socol a răspuns unei cereri puternice de occidentalizare și, de asemenea, de transformare a hanurilor tradiționale în case mai confortabile cu etaj, sau chiar în hoteluri de lux. De asemenea, a construit multe magazine și prăvălii ale negustorilor din Ploiești. A fost unul dintre ctitorii și constructorii bisericii Sfântul Spiridon, din suburbia cu același nume apropiata centrului orașului, unde a și locuit.

### Realizări în Ploiești
- Casa familiei situată în suburbia Ploieștiului numită Sfântul Spiridon[a 9][c 6][d 8], circa 1846. Este distrusă în timpul construcției  Halelor Centrale din Ploiești în anii 1930[b 6].
- Hotelul Europa, care inițial avea magazine la parter și apartamente rezidențiale la etaj[a 10][c 6][d 9], construit de frații Radovici, figuri care au jucat la acea vreme un rol politic de frunte: Alexandru G. Radovici, om politic de talie națională a fost deputat, senator, primar al Ploieștiului, dar și ministru al industriei și comerțului și vicepreședinte al Camerei Deputaților înainte de 1914, numit apoi Director al Băncii Centrale în timpul războiului[d 10][6], și fratele său Dr. Ioan G. Radovici[d 11]. Renovat ulterior și reînălțat de un etaj și mansardă de nepotul său Toma T. Socolescu înainte de 1914, hotelul Europa este grav avariat de bombardamentele americane din 1944, prost reconstruit, apoi distrus în final în anii 1960-70 de comuniști, pentru a face loc palatului administrativ[f 1].
- Hotelul Victoria, de pe calea Romană, deținut cândva de Tane și Panait Tănescu[a 11][d 12].

| Hotel Carol, în jurul anului 1926. | Hotelul Victoria în jurul anului 1937. | Hotelul Europa în anii 1930. |
| Hotelurile lui Niculae Gh.Socol.   |                                        |                              |

- Hanul Hagi Petre Buzilă, în 1858, la intersecția Calea Câmpinii[7] cu Strada Romană[a 12][d 13]. Fostul Tribunal s-a mutat acolo în noiembrie 1860, închiriându-și localul[a 13][d 14]. Este bombardat în 1944 și apoi distrus imediat după război[f 2][8].
- Hanul lui Hagi Niță Pitiși, în 1857, situat in apropierea halelor[a 14][d 15]. Este în același stil ca și hanul Hagi Petre Buzilă[a 12][d 13]. În 1937, Toma T. Socolescu face descriere a stăpânului casei[a 15][d 16]: „Transilvănean de origine, a fost mare negustor pe Str. Lipscani; era om religios, închidea prăvălia în timpul slujbelor religioase Dumineca și sărbătorile, și avea multă vază în ochii concetățenilor săi. Clădirea se păstrează încă în forma ei inițială.” Clădirea era încă intactă în 1938. Avariată de bombardamentele americane din 1944, a fost reconstruită într-un stil complet diferit de original (fără decorațiuni și împodobit cu etaj superior). În cele din urmă, a fost demolat în anii 1950 și înlocuit cu un bloc de locuințe comunist cu șapte etaje, fără stil[f 3].
- O mare casă boerească pentru comisarul Panaiote Filitis[a 16][d 17], situată pe calea Câmpinii[7]. Casă pe care o va restaura mai târziu și pentru noul proprietar: Dumitru D. Hariton, primar al Ploieștiului din mai 1892 până în august 1894.[a 2][d 2]. Clădirea este demolată între timp.
- Un magazin care găzduiește mai multe prăvălii, situat la intersecția calea Romană cu calea Câmpinii[7] pentru Hagi Petre Buzilă, circa 1852[a 7][d 5]. Nepotul său Toma T. Socolescu îi descrie arhitectura 70 de ani mai târziu, în cartea sa Arhitectura la Ploiești, studiu istoric: „fost una din clădirile cele mai reușite și mai caracteristice în acest stil numit austriac, dar care avea pecetea influenței nordice italiene: un neo-gotic, cu ornamentații bogate și de mare finețe, subt cornișe cași în timpanele arcadelor, și care ar fi meritat să fie păstrată, mai ales că era încă foarte bine conservată.” Jumătate va fi distrusă ulterior pentru o altă construcție. Nu mai există astăzi[9].

| Hanul Hagi Niţă Pitiși.                  | Hanul Hagi Petre Buzilă. | Hanul Hagi Petre Buzilă, aripă. |
| Hanurile construite de Niculae Gh.Socol. |                          |                                 |

### Realizări în afara Ploieștiului

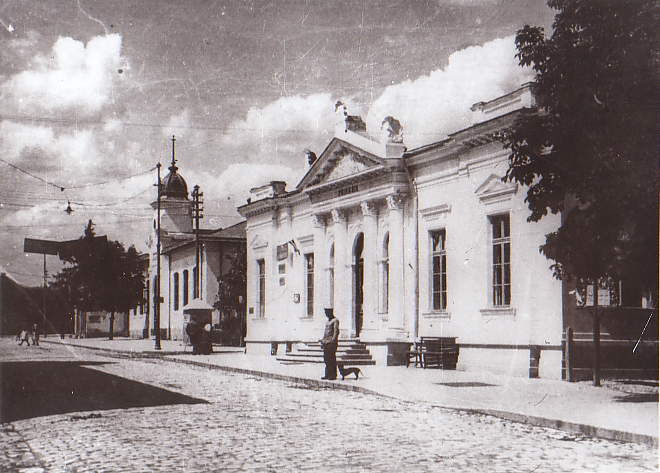
Primăria Câmpina în jurul anului 1900, fostă locuință a lui Zaharia Carcalechi.

- În Câmpina, casa Zaharia Carcalechi, originar din Brașov, jurnalist și editor. Mai târziu va deveni, în 1877, primăria Câmpina[a 2][d 2]. Restaurată de fiul său Toma N. Socolescu în jurul anului 1880[c 1], a fost amplasată la intersecția dintre Bulevardul Doftanei[10], și bulevardul central al orașului, bulevardul Carol I[11]. A fost demolată și a fost construită o altă primărie pe același loc în 1922[12].
- Palatul familiei Bărcănescu sau palatul Bărcănescu din comuna Bărcănești[a 2][d 2].
- Multe clădiri în Târgoviște[a 2][d 2].

### Posibile lucrări ale sale
Lipsa arhivelor și a urmelor scrise din secolul al XIX-lea face dificilă atribuirea anumitor lucrări. Totuși,Toma T. Socolescu, gratie studiului său istoric asupra arhitecturii Ploiești, și a cercetărilor sale din 1937 în arhivele curții orașului Ploiești, precum și în cele ale primăriei, descopera elemente convingătoare asupra construcțiilor vechi, și reușește sa găsească și alte opere ale arhitectului Nicolae G. Socol. Autorul studiilor, Toma T. Socolescu, un fin cunoscător al arhitecturii românești încă din secolul al XVIII-lea, a făcut așadar o analiză a stilului clădirilor și s-a bazat pe mărturii de la urmași.
„După arhitectura lor, după epoca când au fost construite, cași după declarația bătrânului V. N. Pitiși, fiul lui Hagi Pitiși, pot afirma cu certitudine că atât aceste două hanuri, care sânt făcute incontestabil de același arhitect, cât și clădirea hotelului Moldavia”, casa I. Radovici așa cum a fost (azi hotel Carol), casa fraților I. și G. Radovici (azi hotel Europa) restaurat de mine, un timp proprietatea Tane și Panait Tănescu, fosta casă Panaiote Filitis în Calea Câmpinii, mai târziua lui D. D. Hariton, tot pe Calea Câmpinii casa Petrache Filitis, mai târziu N. Rășcan, Biserica Sf. Spiridon, șirul de prăvălii P. P. Panțu, azi schimbate ca fațadă, foste Hagi Jecu cași multe altele în
același stil și din același epocă au fost construite, — atât ca planuri cât și ca execuție, cum se obișnuia pe atunci, de către Nicolae G. Socolescu (la origine Socol), arhitect-constructor.”
Putem enumera astfel lucrările atribuite lui Nicolae Gheorghe Socolescu de către Toma T. Socolescu:
- Hotelul Moldavia, rezultat din transformarea unui han de posta pentru familia lui Nica Filip, încă în picioare în 1937[a 18][d 18].
- Hotelul de lux „Carol Palace” după transformarea reședinței Dr. I. Radovici[a 19][d 19]. Situat la intersecția străzii Unirii cu Româna. A fost distrusă de comuniști în anii 1980 pentru a face loc extinderii noii clădiri de telecomunicații, care a fost la rândul ei abandonată în anii 1990[f 4].
- Casa Petrache Filitis[a 2][d 2], de pe calea Câmpinii[7], la răscrucea stradei Carpați, devenită ulterior cea a lui N. Rășcan. Degradată în timp de o succesiune de evenimente tragice: cutremurul din 1940, bombardamentele americane din 1944, apoi deposedarea cu comuniștii, va ajunge ca majoritatea caselor neîntreținute sau consolidate de comuniști: distruse în anii 1980[f 5].
- Biserica Sfântu Spiridon din cartier cu același nume în care locuia[a 2][d 2]. Biserica a fost sfințită pe 11 decembrie 1854[a 1][d 1]. Numele arhitectului apare, printre binefăcători, pe o pisanie (placă de piatră gravată) situată deasupra ușii bisericii[e 7].
- Un șir de magazine pentru P. P. Panțu, foste proprietăți ale lui Hagi Jecu, ale căror fațade au fost ulterior transformate[a 2][d 2].
- Două clădiri despre că ar fi fost construite de Nicolae Socol și fiul său Toma N. Socolescu pe strada I. G. Duca (care a devenit Romană), prima la colț cu strada Negustori, având magazine la parter, iar a doua o casă mică de locuit pe aceeași stradă I. G. Duca la nr.108. Pe frontispiciul lor sunt desenați cei doi lei găsiți în alte clădiri ale vremii, toate într-un stil neoclasic delicat[a 20][d 20]. Prima casă aflată acum la colțul străzii Romană cu Ștefan Greceanu, este încă vizibilă, este hanul Călugăru. Aripa situată strada Romană este bine recunoscută[a 21][d 21], cu grila de intrare neschimbată de la origine, chiar dacă frontonul intrării cărucioarelor și trăsurilor a fost desfigurat. Această construcție ar fi așadar singura încă existentă și recunoscută astăzi la Ploiești, realizată de Niculae Gheorghe Socol.

| Hanul Călugăru, în 1937. | Hanul Călugăru, în 2025. |
| Hanul Călugăru.          |                          |

## Moștenirea
Influențat de stilurile clasice și baroc austriece pe care le-a observat la Viena, Nicolae G. Socolescu rămâne un arhitect neoclasic.
În România, în domeniul arhitecturii, va fi printre primii arhitecți români activi, în secolul al XIX-lea. Participă intens la mișcarea de modernizare a țării în arhitectură și construcții civile. La fel ca arhitecții vremii sale, cu toții formați în Europa de Vest, a transmis țării ceea ce a văzut și a învățat în timpul șederii sale la Viena. Stilurile occidentale cu o puternică influență culturală, cum ar fi neoclasic, baroc, italian sau neogotic, sunt foarte apreciate de negustorii prahoveni, principalii săi clienți, De asemenea, erau dornici să se occidentalizeze și doreau să se desprindă de influența răsăriteană și în special de cea a fostului a fostului protector: Imperiul Otoman, de care țara era în curs de eliberare completă. Socol marchează Ploieștiul prin stilul său timp de aproape 100 de ani (1846-1944), iar măiestria sa, înfățișata de Hotelul Carol, este încă prezentă până în 1980, înainte de sistematizarea lui Ceaușescu.
Aproape toate operele sale au fost, din păcate, distruse sau transformate radical de-a lungul timpului, iar evenimentele tragice prin care a trebuit să treacă România, precum și modernizările secolului XX. Construcția Halelor Centrale (1929-1935) a necesitat mai întâi distrugerea unora dintre lucrările sale. Dar bombardamentele americane din 1944 distrug o parte substanțială a realizărilor sale, care sunt încă în picioare pentru majoritatea dintre ele. În fine, sistematizarea comunistă va da lovitura de grație și va șterge aproape toate urmele vizibile ale operei sale arhitecturale. Mai rămâne doar clădirea vechiului hanul Călugăru, din Ploiești.
Socol a transmis însă bazele activității creatoare și inovatoare a urmașilor săi: Toma N., Ion N. apoi Toma T. Socolescu. Averea sa a fost și o piatră de temelie pentru cei doi fii ai săi care au preluat făclia arhitecturii: Ion N. Socolescu și Toma N. Socolescu și, la rândul lor, și-au pus amprenta asupra arhitecturii românești.
| Magazinul lui Hagi Petre Buzilă. | Planul magazinului lui Hagi Petre Buzilă. |
| Prăvăliile lui Niculae Gh.Socol. |                                           |

## Alte Surse
- Documente oficiale ale instituțiilor române, printre care Monitorul Oficial al României.
- Biblioteca Universității de Arhitectură și Urbanism Ion Mincu[22].
- Biblioteca Centrală Universitară Carol I din București[23].
- și  Arhivele familiei Socolescu (Paris, București) inclusiv fondul fotografic.
- Lucian Vasile, istoric, consilier superior al Consiliului Național pentru Studierea Arhivelor Securității (CNSAS) din 2025, fost expert și șef de birou la Institutul de Investigare a Crimelor Comunismului și Memoria Exilului Românesc (IICCMER), Președintele Asociației pentru Educație și Dezvoltare Urbană (AEDU)[24], ploieștean și autor al site-ului de specialitate în istoria orașului RepublicaPloiesti.net.